# Wera Wassiljewna Tschaplina

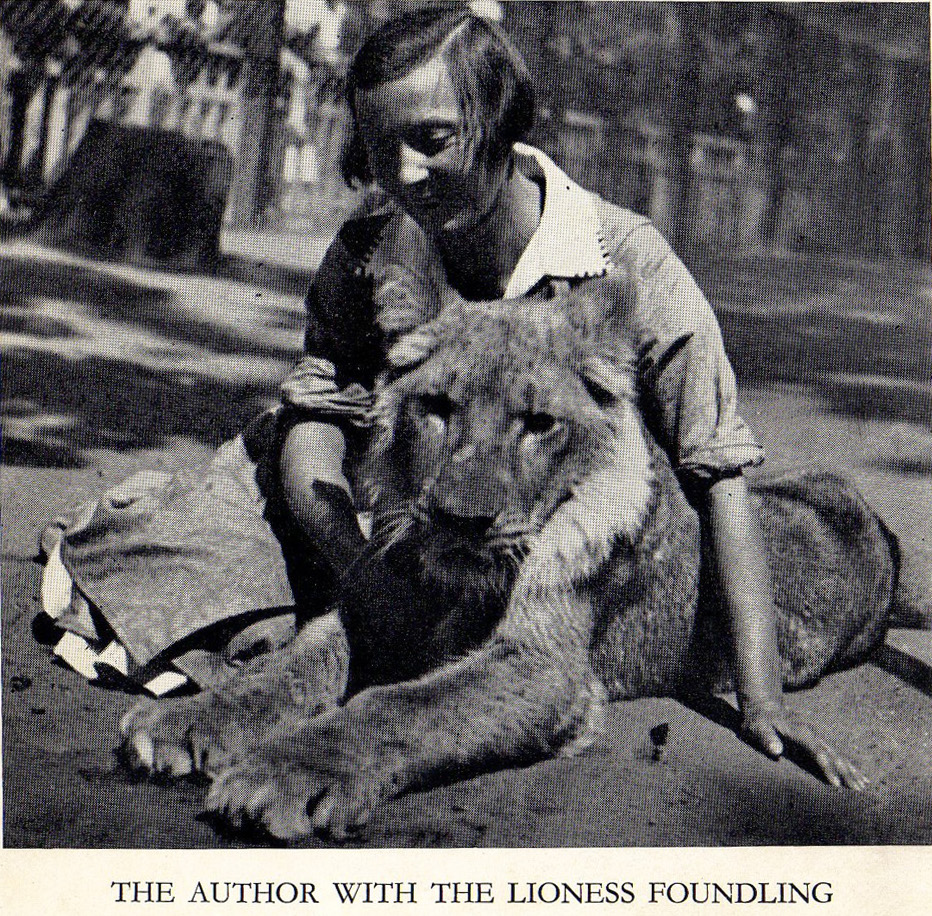
Vera Tschaplina und die Löwin Kinuli im Moskauer Zoo (1936)

Wera Wassiljewna Tschaplina (russisch Вера Васильевна Чаплина; * 24. April 1908 in Moskau; † 19. Dezember 1994 ebenda) war eine russische Autorin von Kinder- und Tierbüchern. Ihr Leben und Schaffen war mit dem Moskauer Zoo eng verbunden.

## Leben
Wera Tschaplina wurde in eine Adelsfamilie geboren. Nach der Oktoberrevolution 1917 ging die Zehnjährige im Chaos des Bürgerkriegs verloren und landete in einem Kinderheim. 1923 fand die Mutter ihr Kind wieder und zog mit ihm zurück nach Moskau. Im selben Jahr wurde Tschaplina Mitglied des Zirkels Junger Biologen im Zoo. Ihr Lehrer war Pjotr Manteuffel, der russische Brehm, wie er genannt wurde. Mit 25 Jahren gründete sie als ein Experiment den Kinderzoo, in dem alle Jungtiere miteinander auskommen sollten. 1933 erschienen in der Zeitschrift Der Junge Naturforscher ihre ersten Tiererzählungen. Ihr erstes Buch Kleine Tiere aus dem grünen Tiergehege im Zoo (Малыши с зеленой площадки) wurde 1935 vom Moskauer Kinderbuchverlag publiziert. 1935 erlangte sie Bekanntheit, als sie das von seiner Mutter verstoßene Löwenjunge Kinuli bei sich zu Hause großzog, d. h. in einer für das damalige Moskau typischen Gemeinschaftswohnung (Kommunalka), in der noch andere Familien wohnten. 1937 wurde sie Leiterin der Sektion Raubtiere des Moskauer Zoos. Im Jahr 1939 wurde ihr Buch My animal friends in London veröffentlicht.

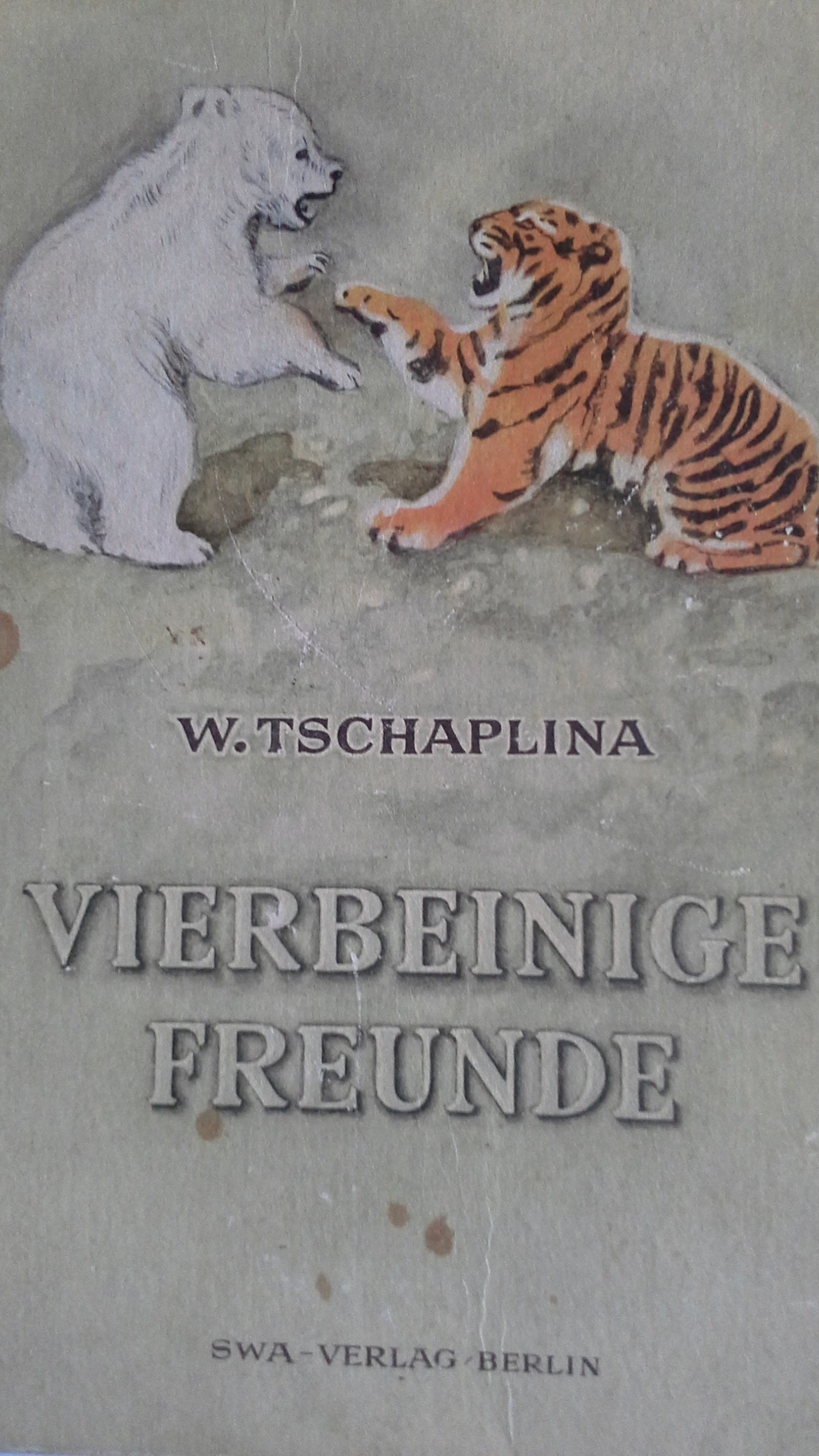
Deutschsprachige Ausgabe von Vierbeinige Freunde im SWA-Verlag.

Tschaplina arbeitete bis 1946 im Moskauer Zoo und widmete sich dann ausschließlich der literarischen Arbeit. Ihre Erinnerungen verarbeitete Tschaplina in den Büchern Vierbeinige Freunde (1947) und Zöglinge des Zoo (1955–1965), das auch im deutschsprachigen Raum mehrfach verlegt wurde. 
Sie starb 1994 in Moskau und wurde auf dem Wagankowoer Friedhof beerdigt.

## Werke (Auswahl)
- Vierbeinige Freunde (russ. Четвероногие друзья, 1947, deutsch 1949 im SWA-Verlag Berlin, Übersetzung Margarete Spady)
- Tiere im Urwald.  Erlebnisse im Naturschutzgebiet von Belowesh (В Беловежской Пуще, 1949, zusammen mit Georgij Skrebickij (1903–1964), dt. 1952),
- Kinuli. Die Geschichte einer Löwin (Кинули, 1937–1950, dt. 1953)
- Vierbeinige Freunde und Zöglinge des Zoo (Четвероногие друзья, Питомцы зоопарка, 1947, 1955, dt. 1958)
- Der Kobold im Zoo und andere Erzählungen (Друг чабана, Питомцы зоопарка, 1961, 1965, dt. 1970)
- Die Igel in der Hundehütte (Случайные встречи, 1976, dt. 1980)